# Turul Romandiei 2022
Turul Romandiei 2022 a fost ediția a 75-a a cursei clasice de ciclism Turul Romandiei. S-a desfășurat în perioada 26 aprilie-1 mai 2022 și face parte din calendarul UCI World Tour 2022.

## Echipe participante
Întrucât Turul Romandiei este un eveniment din cadrul UCI World Tour 2022, toate cele 18 echipe UCI au fost invitate automat și obligate să aibă o echipă în cursă. O echipă profesionistă continentală a primit wildcard, precum și echipa națională de ciclism a Elveției.

### Echipe UCI World
| - AG2R Citroën Team - Astana Qazaqstan Team - Bora–Hansgrohe - Cofidis - EF Education–EasyPost - Groupama–FDJ - Ineos Grenadiers - Intermarché–Wanty–Gobert Matériaux - Israel–Premier Tech | - Lotto Soudal - Movistar Team - Quick-Step Alpha Vinyl Team - Team Bahrain Victorious - Team BikeExchange - Team DSM - Team Jumbo–Visma - Trek-Segafredo - UAE Team Emirates |  |

### Echipe continentale profesioniste UCI
- Equipo Kern Pharma

### Echipă națională
- Echipa națională de ciclism a Elveției

## Etapele programate
| Etapa  | Dată   | Start – Sosire                     | type           | Distanță (km) | Elevation (m) | Câștigător       | Liderul global   |
| ------ | ------ | ---------------------------------- | -------------- | ------------- | ------------- | ---------------- | ---------------- |
| Prolog | 26 apr | Lausanne – Lausanne                | prolog         | 5,12          | 39 m          | Ethan Hayter     | Ethan Hayter     |
| 1      | 27 apr | La Grande Béroche – Romont         | etapă valonată | 178           | 2.729 m       | Dylan Teuns      | Rohan Dennis     |
| 2      | 28 apr | Echallens – Echallens              | etapă valonată | 168,2         | 2.327 m       | Ethan Hayter     | Rohan Dennis     |
| 3      | 29 apr | Valbroye – Valbroye                | etapă valonată | 165,1         | 2.441 m       | Patrick Bevin    | Rohan Dennis     |
| 4      | 30 apr | Aigle, Elveția – Val d'Anniviers   | etapă de munte | 180,1         | 4.158 m       | Sergio Higuita   | Rohan Dennis     |
| 5      | 1 mai  | Aigle, Elveția – Villars-sur-Ollon |                | 15,84         | 884 m         | Aleksandr Vlasov | Aleksandr Vlasov |

## Etape

### Prolog
26 aprilie 2022 — Lausanne, 5,12 km (3,18 mi) (contratimp individual)
| Loc | Concurent             | Echipă                      | Timp   |
| --- | --------------------- | --------------------------- | ------ |
| 1   | Ethan Hayter          | Ineos Grenadiers            | 5' 52" |
| 2   | Rohan Dennis          | Team Jumbo–Visma            | +4"    |
| 3   | Felix Großschartner   | Bora–Hansgrohe              | +10"   |
| 4   | Geraint Thomas        | Ineos Grenadiers            | +10"   |
| 5   | Maximilian Schachmann | Bora–Hansgrohe              | +13"   |
| 6   | Matteo Sobrero        | Team BikeExchange–Jayco     | +13"   |
| 7   | Ethan Vernon          | Quick-Step Alpha Vinyl Team | +14"   |
| 8   | Georg Steinhauser     | EF Education–EasyPost       | +14"   |
| 9   | Mauro Schmid          | Quick-Step Alpha Vinyl Team | +14"   |
| 10  | Juan Ayuso            | UAE Team Emirates           | +14"   |

| Loc | Concurent             | Echipă                      | Timp   |
| --- | --------------------- | --------------------------- | ------ |
| 1   | Ethan Hayter          | Ineos Grenadiers            | 5' 52" |
| 2   | Rohan Dennis          | Team Jumbo–Visma            | +4"    |
| 3   | Felix Großschartner   | Bora–Hansgrohe              | +10"   |
| 4   | Geraint Thomas        | Ineos Grenadiers            | +10"   |
| 5   | Maximilian Schachmann | Bora–Hansgrohe              | +13"   |
| 6   | Matteo Sobrero        | Team BikeExchange–Jayco     | +13"   |
| 7   | Ethan Vernon          | Quick-Step Alpha Vinyl Team | +14"   |
| 8   | Georg Steinhauser     | EF Education–EasyPost       | +14"   |
| 9   | Mauro Schmid          | Quick-Step Alpha Vinyl Team | +14"   |
| 10  | Juan Ayuso            | UAE Team Emirates           | +14"   |

### Etapa 1
27 aprilie 2022 — La Grande Béroche - Romont, 178 km (111 mi)
| Loc | Concurent        | Echipă                             | Timp       |
| --- | ---------------- | ---------------------------------- | ---------- |
| 1   | Dylan Teuns      | Team Bahrain Victorious            | 4h 23' 58" |
| 2   | Rohan Dennis     | Team Jumbo–Visma                   | +0"        |
| 3   | Marc Hirschi     | UAE Team Emirates                  | +2"        |
| 4   | Aleksandr Vlasov | Bora–Hansgrohe                     | +2"        |
| 5   | Quinten Hermans  | Intermarché–Wanty–Gobert Matériaux | +2"        |
| 6   | Ben O'Connor     | AG2R Citroën Team                  | +2"        |
| 7   | Damiano Caruso   | Team Bahrain Victorious            | +4"        |
| 8   | Juan Ayuso       | UAE Team Emirates                  | +4"        |
| 9   | Steff Cras       | Lotto Soudal                       | +4"        |
| 10  | Mauro Schmid     | Quick-Step Alpha Vinyl Team        | +4"        |

| Loc | Concurent           | Echipă                      | Timp       |
| --- | ------------------- | --------------------------- | ---------- |
| 1   | Rohan Dennis        | Ineos Grenadiers            | 4h 29' 48" |
| 2   | Felix Großschartner | Bora–Hansgrohe              | +16"       |
| 3   | Geraint Thomas      | Ineos Grenadiers            | +16"       |
| 4   | Dylan Teuns         | Team Bahrain Victorious     | +18"       |
| 5   | Mauro Schmid        | Quick-Step Alpha Vinyl Team | +20"       |
| 6   | Juan Ayuso          | UAE Team Emirates           | +20"       |
| 7   | Mikkel Honoré       | Quick-Step Alpha Vinyl Team | +20"       |
| 8   | Patrick Bevin       | Israel–Premier Tech         | +22"       |
| 9   | Aleksandr Vlasov    | Bora–Hansgrohe              | +23"       |
| 10  | Brandon McNulty     | UAE Team Emirates           | +23"       |

### Etapa a 2-a
28 aprilie 2022 — Echallens - Echallens, 168,2 km (104,5 mi)
| Loc | Concurent           | Echipă                             | Timp       |
| --- | ------------------- | ---------------------------------- | ---------- |
| 1   | Ethan Hayter        | Ineos Grenadiers                   | 4h 04' 55" |
| 2   | Jon Aberasturi      | Trek–Segafredo                     | +0"        |
| 3   | Fernando Gaviria    | UAE Team Emirates                  | +0"        |
| 4   | Aleksandr Vlasov    | Bora–Hansgrohe                     | +0"        |
| 5   | Sean Quinn          | EF Education–EasyPost              | +0"        |
| 6   | Quinten Hermans     | Intermarché–Wanty–Gobert Matériaux | +0"        |
| 7   | Nikias Arndt        | Team DSM                           | +0"        |
| 8   | Ben O'Connor        | AG2R Citroën Team                  | +0"        |
| 9   | Felix Großschartner | Bora–Hansgrohe                     | +0"        |
| 10  | Steven Kruijswijk   | Team Jumbo–Visma                   | +0"        |

| Loc | Concurent           | Echipă                      | Timp       |
| --- | ------------------- | --------------------------- | ---------- |
| 1   | Rohan Dennis        | Ineos Grenadiers            | 8h 34' 43" |
| 2   | Felix Großschartner | Bora–Hansgrohe              | +16"       |
| 3   | Mauro Schmid        | Quick-Step Alpha Vinyl Team | +18"       |
| 4   | Dylan Teuns         | Team Bahrain Victorious     | +18"       |
| 5   | Juan Ayuso          | UAE Team Emirates           | +18"       |
| 6   | Mikkel Honoré       | Quick-Step Alpha Vinyl Team | +18"       |
| 7   | Patrick Bevin       | Israel–Premier Tech         | +20"       |
| 8   | Brandon McNulty     | UAE Team Emirates           | +21"       |
| 9   | Aleksandr Vlasov    | Bora–Hansgrohe              | +23"       |
| 10  | Marc Hirschi        | UAE Team Emirates           | +24"       |

### Etapa a 3-a
29 aprilie 2022 — Valbroye - Valbroye, 165,1 km (102,6 mi)
| Loc | Concurent           | Echipă                             | Timp       |
| --- | ------------------- | ---------------------------------- | ---------- |
| 1   | Patrick Bevin       | Ineos Grenadiers                   | 3h 53' 27" |
| 2   | Ethan Hayter        | Ineos Grenadiers                   | +0"        |
| 3   | Rohan Dennis        | Ineos Grenadiers                   | +0"        |
| 4   | Dion Smith          | Team BikeExchange–Jayco            | +0"        |
| 5   | Quinten Hermans     | Intermarché–Wanty–Gobert Matériaux | +0"        |
| 6   | Quinten Hermans     | Intermarché–Wanty–Gobert Matériaux | +0"        |
| 7   | Finn Fisher-Black   | UAE Team Emirates                  | +0"        |
| 8   | Felix Großschartner | Bora–Hansgrohe                     | +0"        |
| 9   | Nikias Arndt        | Team DSM                           | +0"        |
| 10  | Mikkel Honoré       | Quick-Step Alpha Vinyl Team        | +0"        |

| Loc | Concurent           | Echipă                      | Timp        |
| --- | ------------------- | --------------------------- | ----------- |
| 1   | Rohan Dennis        | Ineos Grenadiers            | 12h 28' 06" |
| 2   | Patrick Bevin       | Israel–Premier Tech         | +14"        |
| 3   | Felix Großschartner | Bora–Hansgrohe              | +18"        |
| 4   | Mauro Schmid        | Quick-Step Alpha Vinyl Team | +22"        |
| 5   | Dylan Teuns         | Team Bahrain Victorious     | +22"        |
| 6   | Juan Ayuso          | UAE Team Emirates           | +22"        |
| 7   | Mikkel Honoré       | Quick-Step Alpha Vinyl Team | +22"        |
| 8   | Brandon McNulty     | UAE Team Emirates           | +25"        |
| 9   | Aleksandr Vlasov    | Bora–Hansgrohe              | +27"        |
| 10  | Marc Hirschi        | UAE Team Emirates           | +28"        |

### Etapa a 4-a
30 aprilie 2022 — Aigle - Zinal/Val d'Anniviers, 180,1 km (111,9 mi)
| Loc | Concurent             | Echipă                  | Timp       |
| --- | --------------------- | ----------------------- | ---------- |
| 1   | Sergio Higuita        | Bora–Hansgrohe          | 4h 58' 52" |
| 2   | Aleksandr Vlasov      | Bora–Hansgrohe          | +0"        |
| 3   | Juan Ayuso            | UAE Team Emirates       | +0"        |
| 4   | Ben O'Connor          | AG2R Citroën Team       | +0"        |
| 5   | Thibaut Pinot         | Groupama–FDJ            | +0"        |
| 6   | Michael Woods         | Israel–Premier Tech     | +0"        |
| 7   | Gino Mäder            | Team Bahrain Victorious | +0"        |
| 8   | Sébastien Reichenbach | Groupama–FDJ            | +0"        |
| 9   | Simon Geschke         | Cofidis                 | +0"        |
| 10  | Carlos Verona         | Movistar Team           | +0"        |

| Loc | Concurent             | Echipă                  | Timp        |
| --- | --------------------- | ----------------------- | ----------- |
| 1   | Rohan Dennis          | Ineos Grenadiers        | 17h 27' 01" |
| 2   | Juan Ayuso            | UAE Team Emirates       | +15"        |
| 3   | Aleksandr Vlasov      | Bora–Hansgrohe          | +18"        |
| 4   | Ben O'Connor          | AG2R Citroën Team       | +25"        |
| 5   | Lucas Plapp           | Ineos Grenadiers        | +30"        |
| 6   | Gino Mäder            | Team Bahrain Victorious | +32"        |
| 7   | Sébastien Reichenbach | Groupama–FDJ            | +37"        |
| 8   | Neilson Powless       | EF Education–EasyPost   | +41"        |
| 9   | Simon Geschke         | Cofidis                 | +42"        |
| 10  | Steff Cras            | Lotto Soudal            | +45"        |

### Etapa a 5-a
1 mai 2022 — Aigle - Villars, 16,19 km (10,06 mi) (contratimp individual)
| Loc | Concurent         | Echipă                             | Timp     |
| --- | ----------------- | ---------------------------------- | -------- |
| 1   | Aleksandr Vlasov  | Bora–Hansgrohe                     | 33' 40"  |
| 2   | Simon Geschke     | Cofidis                            | +31"     |
| 3   | Gino Mäder        | Team Bahrain Victorious            | +36"     |
| 4   | Damiano Caruso    | Team Bahrain Victorious            | +1' 04"  |
| 5   | Steven Kruijswijk | Team Jumbo–Visma                   | +1' 05"  |
| 6   | Thibaut Pinot     | Groupama–FDJ                       | +1' 07"  |
| 7   | Rein Taaramäe     | Intermarché–Wanty–Gobert Matériaux | +1' 25"  |
| 8   | Juan Ayuso        | UAE Team Emirates                  | +1' 25"  |
| 9   | Sepp Kuss         | Team Jumbo–Visma                   | ++1' 26" |
| 10  | Ben O'Connor      | AG2R Citroën Team                  | +1' 40"  |

| Loc | Concurent         | Echipă                  | Timp        |
| --- | ----------------- | ----------------------- | ----------- |
| 1   | Aleksandr Vlasov  | Bora–Hansgrohe          | 18h 00' 59" |
| 2   | Gino Mäder        | Team Bahrain Victorious | +50"        |
| 3   | Simon Geschke     | Cofidis                 | +55"        |
| 4   | Juan Ayuso        | UAE Team Emirates       | +1' 22"     |
| 5   | Ben O'Connor      | AG2R Citroën Team       | +1' 47"     |
| 6   | Damiano Caruso    | Team Bahrain Victorious | +1' 51"     |
| 7   | Steven Kruijswijk | Team Jumbo–Visma        | +1' 52"     |
| 8   | Rohan Dennis      | Team Jumbo–Visma        | +1' 54"     |
| 9   | Lucas Plapp       | Ineos Grenadiers        | +2' 08"     |
| 10  | Einer Rubio       | Movistar Team           | +2' 13"     |

## Legături externe
- Turul Romandiei 2022 – ProCyclingStats